# Lijst van rijksmonumenten in Goeree-Overflakkee
De gemeente Goeree-Overflakkee telt 357 inschrijvingen in het rijksmonumentenregister. Hieronder een overzicht.

## Achthuizen
De plaats Achthuizen telt 2 inschrijvingen in het rijksmonumentenregister.
| Object                | Oorspronkelijke functie?  | Bouwjaar                    | Architect | Locatie             | Coördinaten?                  | Nr.?  | Afbeelding            |
| --------------------- | ------------------------- | --------------------------- | --------- | ------------------- | ----------------------------- | ----- | --------------------- |
| Windlust              | Industrie- en poldermolen | 1852                        |           | Achthuizensedijk 57 | 51° 41' 18" NB, 4° 16' 56" OL | 31701 | Meer afbeeldingen     |
| O.L. Vrouw Hemelvaart | Kerk en kerkonderdeel     | 1846 (bouw) 1936 (vergroot) |           | Kerkstraat 1        | 51° 41' 13" NB, 4° 16' 55" OL | 31702 | O.L. Vrouw Hemelvaart |

## Den Bommel
De plaats Den Bommel telt 5 inschrijvingen in het rijksmonumentenregister.
| Object | Oorspronkelijke functie?  | Bouwjaar             | Architect | Locatie       | Coördinaten?                  | Nr.?  | Afbeelding        |
| --- | ------------------------- | -------------------- | --------- | ------------- | ----------------------------- | ----- | ----------------- |
| Boerderij 'Zeldenrust'                                                                                          | Boerderij                 | 1781 (jaartal)       |           | Groeneweg 2   | 51° 41' 53" NB, 4° 16' 57" OL | 31703 | Meer afbeeldingen |
| De Bommelaer | Industrie- en poldermolen | 1738                 |           | Molendijk 33  | 51° 43' 6" NB, 4° 16' 18" OL  | 31704 | Meer afbeeldingen |
| Boerderij met waarvan het woonhuis en stal overdekt worden door een langgerekt zadeldak met pannen              | Boerderij                 | 18e eeuw             |           | Schaapsweg 25 | 51° 41' 41" NB, 4° 17' 35" OL | 31705 | Meer afbeeldingen |
| Nederlands Hervormde Kerk                                                                                       | Kerk en kerkonderdeel     | 1646-1647            |           | Voorstraat 25 | 51° 42' 57" NB, 4° 16' 54" OL | 31706 | Meer afbeeldingen |
| Gepleisterde boerderij, waarvan het woonhuis een afgewolfd pannen zadeldak bezit en de stal een hoog pannen dak | Boerderij                 | derde kwart 19e eeuw |           | Voorstraat 36 | 51° 42' 57" NB, 4° 16' 52" OL | 31707 | Meer afbeeldingen |

## Dirksland
De plaats Dirksland telt 21 inschrijvingen in het rijksmonumentenregister. Zie Lijst van rijksmonumenten in Dirksland voor een overzicht.

## Goedereede
De plaats Goedereede telt 118 inschrijvingen in het rijksmonumentenregister. Zie Lijst van rijksmonumenten in Goedereede voor een overzicht.

## Herkingen
De plaats Herkingen telt 6 inschrijvingen in het rijksmonumentenregister.
| Object                                                 | Oorspronkelijke functie?  | Bouwjaar | Architect | Locatie                 | Coördinaten?                 | Nr.?   | Afbeelding                                             |
| ------------------------------------------------------ | ------------------------- | -------- | --------- | ----------------------- | ---------------------------- | ------ | ------------------------------------------------------ |
| Visbank. Vier hardstenen zuilen met een houten tentdak | Handel en kantoor         | 17e eeuw |           | Scharloodijk bij 2      | 51° 42' 37" NB, 4° 5' 14" OL | 42002  | Visbank. Vier hardstenen zuilen met een houten tentdak |
| De Dankbaarheid                                        | Industrie- en poldermolen | 1841     |           | Molendijk 69            | 51° 42' 47" NB, 4° 5' 25" OL | 42003  | Meer afbeeldingen                                      |
| Nederlands Hervormde Kerk                              | Kerk en kerkonderdeel     | 1788     |           | Scharloodijk 33         | 51° 42' 36" NB, 4° 5' 18" OL | 42004  | Meer afbeeldingen                                      |
| Boerderij "De Klaver": woonhuis                        | Woonhuis                  | ca. 1930 |           | Wellestrijpsedijk 1     | 51° 43' 20" NB, 4° 6' 47" OL | 524999 | Upload foto                                            |
| Boerderij "De Klaver": schuur                          | Boerderij                 | ca. 1930 |           | Wellestrijpsedijk bij 1 | 51° 43' 20" NB, 4° 6' 47" OL | 525000 | Upload foto                                            |
| Boerderij "De Klaver": varkensstal                     | Boerderij                 | ca. 1930 |           | Wellestrijpsedijk bij 1 | 51° 43' 20" NB, 4° 6' 47" OL | 525001 | Upload foto                                            |

## Melissant
De plaats Melissant telt 4 inschrijvingen in het rijksmonumentenregister.
| Object | Oorspronkelijke functie? | Bouwjaar             | Architect  | Locatie              | Coördinaten?                 | Nr.?   | Afbeelding |
| --- | ------------------------ | -------------------- | ---------- | -------------------- | ---------------------------- | ------ | --- |
| Boerderij "Akkerzorg" | Boerderij                | derde kwart 18e eeuw |            | Kraaijerdijk 23      | 51° 46' 37" NB, 4° 5' 2" OL  | 42005  | Meer afbeeldingen |
| Grote boerderij, met hoge puntgevel onder rollaag en in de zolderverdiepingen nog de oorspronkelijke vensters met kruiskozijnen en kleine roeden. Benedenvensters met twaalfruitsschuiframen. Open wagenschuur op het erf | Boerderij                | derde kwart 18e eeuw |            | Kraaijerdijk 31      | 51° 46' 30" NB, 4° 5' 59" OL | 42006  | Meer afbeeldingen |
| Boerderij met hoge puntgevel onder rollaag. In de verdiepingen nog vensters met de oorspronkelijke middenstijlen. Links een gepleisterd zomerhuis                                                                         | Boerderij                | derde kwart 18e eeuw |            | Tweede Weg 11a en 1b | 51° 46' 9" NB, 4° 4' 56" OL  | 42007  | Boerderij met hoge puntgevel onder rollaag. In de verdiepingen nog vensters met de oorspronkelijke middenstijlen. Links een gepleisterd zomerhuis |
| St. Josephkapel | Kerk en kerkonderdeel    | 1900                 | A. Bruning | Provincialeweg 6     | 51° 46' 24" NB, 4° 4' 32" OL | 525003 | Meer afbeeldingen |

## Middelharnis
De plaats Middelharnis telt 64 inschrijvingen in het rijksmonumentenregister. Zie Lijst van rijksmonumenten in Middelharnis voor een overzicht.

## Nieuwe-Tonge
De plaats Nieuwe-Tonge telt 3 inschrijvingen in het rijksmonumentenregister.
| Object                                                     | Oorspronkelijke functie?  | Bouwjaar          | Architect | Locatie           | Coördinaten?                 | Nr.?  | Afbeelding                                                 |
| ---------------------------------------------------------- | ------------------------- | ----------------- | --------- | ----------------- | ---------------------------- | ----- | ---------------------------------------------------------- |
| Nederlands Hervormde Kerk                                  | Kerk en kerkonderdeel     | ca. 1500          |           | Kerkring bij 27   | 51° 42' 50" NB, 4° 9' 54" OL | 29798 | Meer afbeeldingen                                          |
| D'Oranjeboom                                               | Industrie- en poldermolen | 1768 (gevelsteen) |           | Molendijk 91      | 51° 43' 1" NB, 4° 10' 3" OL  | 29799 | Meer afbeeldingen                                          |
| Sluis Battenoord. Stichtingssteen met opschrift en jaartal | Gedenkteken               | 1798              |           | Battenoord bij 12 | 51° 42' 24" NB, 4° 7' 42" OL | 29800 | Sluis Battenoord. Stichtingssteen met opschrift en jaartal |

## Ooltgensplaat
De plaats Ooltgensplaat telt 15 inschrijvingen in het rijksmonumentenregister. Zie Lijst van rijksmonumenten in Ooltgensplaat voor een overzicht.

## Ouddorp
De plaats Ouddorp telt 19 inschrijvingen in het rijksmonumentenregister. Zie Lijst van rijksmonumenten in Ouddorp voor een overzicht.

## Oude-Tonge
De plaats Oude-Tonge telt 7 inschrijvingen in het rijksmonumentenregister.
| Object                                 | Oorspronkelijke functie?  | Bouwjaar          | Architect       | Locatie           | Coördinaten?                  | Nr.?   | Afbeelding             |
| -------------------------------------- | ------------------------- | ----------------- | --------------- | ----------------- | ----------------------------- | ------ | ---------------------- |
| Nederlands Hervormde Kerk              | Kerk en kerkonderdeel     | 15e eeuw          |                 | Kerkring 1        | 51° 41' 27" NB, 4° 12' 45" OL | 31708  | Meer afbeeldingen      |
| Toren van de Nederlands Hervormde Kerk | Kerk en kerkonderdeel     | 17e eeuw (trant)  |                 | Kerkring 1        | 51° 41' 27" NB, 4° 12' 44" OL | 31709  | Meer afbeeldingen      |
| De Korenbloem                          | Industrie- en poldermolen | 1748              |                 | Molendijk 51      | 51° 41' 27" NB, 4° 12' 18" OL | 31710  | Meer afbeeldingen      |
| Hoeve Bouwlust                         | Boerderij                 | 1732 (gevelsteen) |                 | Oudelandsedijk 11 | 51° 42' 43" NB, 4° 11' 24" OL | 31711  | Meer afbeeldingen      |
| Boerderij 'Hooge werf'                 | Boerderij                 | 1862 (jaartal)    |                 | Tonisseweg 1      | 51° 41' 57" NB, 4° 12' 20" OL | 31712  | Boerderij 'Hooge werf' |
| R.K. Kerk O.L.V. Hemelvaart            | Kerk en kerkonderdeel     | 1897              | Jos Th. Cuypers | Nieuwstraat 8     | 51° 41' 25" NB, 4° 12' 38" OL | 521890 | Meer afbeeldingen      |
| Rooms-katholieke kapel                 | Kapel                     | 1867-1868         |                 | Langeweg bij 4    | 51° 43' 16" NB, 4° 10' 27" OL | 521892 | Meer afbeeldingen      |

## Sommelsdijk
De plaats Sommelsdijk telt 79 inschrijvingen in het rijksmonumentenregister. Zie Lijst van rijksmonumenten in Sommelsdijk voor een overzicht.

## Stad aan 't Haringvliet
De plaats Stad aan 't Haringvliet telt 12 inschrijvingen in het rijksmonumentenregister. Zie Lijst van rijksmonumenten in Stad aan 't Haringvliet voor een overzicht.

## Stellendam
De plaats Stellendam telt 2 inschrijvingen in het rijksmonumentenregister.
| Object         | Oorspronkelijke functie?  | Bouwjaar                              | Architect | Locatie             | Coördinaten?                 | Nr.?  | Afbeelding        |
| -------------- | ------------------------- | ------------------------------------- | --------- | ------------------- | ---------------------------- | ----- | ----------------- |
| Hervormde kerk | Kerk en kerkonderdeel     | 1819 1923 (verbouwing en uitbreiding) |           | Bosschieterstraat 4 | 51° 48' 20" NB, 4° 1' 43" OL | 16269 | Meer afbeeldingen |
| Korenlust      | Industrie- en poldermolen | 1856                                  |           | Molenkade 3         | 51° 48' 22" NB, 4° 1' 51" OL | 16270 | Meer afbeeldingen |

Alblasserdam ·
Albrandswaard ·
Alphen aan den Rijn ·
Barendrecht ·
Bodegraven-Reeuwijk ·
Capelle aan den IJssel ·
Delft ·
Den Haag ·
Dordrecht ·
Goeree-Overflakkee ·
Gorinchem ·
Gouda ·
Hardinxveld-Giessendam ·
Hendrik-Ido-Ambacht ·
Hillegom ·
Hoeksche Waard‎ ·
Kaag en Braassem ·
Katwijk ·
Krimpen aan den IJssel ·
Krimpenerwaard ·
Lansingerland ·
Leiden ·
Leiderdorp ·
Leidschendam-Voorburg ·
Lisse ·
Maassluis ·
Midden-Delfland ·
Molenlanden ·
Nieuwkoop ·
Nissewaard ·
Noordwijk ·
Oegstgeest ·
Papendrecht ·
Pijnacker-Nootdorp ·
Ridderkerk ·
Rijswijk ·
Rotterdam ·
Schiedam ·
Sliedrecht ·
Teylingen ·
Vlaardingen ·
Voorne aan Zee ·
Voorschoten ·
Waddinxveen ·
Wassenaar ·
Westland ·
Zoetermeer ·
Zoeterwoude ·
Zuidplas ·
Zwijndrecht